# Jacob Tremblay
Jacob Tremblay, född 5 oktober 2006 i Vancouver, är en kanadensisk skådespelare. Han är mest känd för sin huvudroll som Jack Newsome i filmen Room (2015).
Han växte upp i Langley, British Columbia. Hans far Jason Tremblay är polisdetektiv och hans mor Christina Candia Tremblay är hemmafru. Tremblays äldre syster Emma och yngre syster Erica är också skådespelare.
Tremblay började skådespela i TV-roller. Han gjorde sin filmdebut i den animerade filmen Smurfarna 2, som släpptes 2013.
Tremblay framställde Jack Newsome i den kritikerrosade dramafilmen Room, tillsammans med Brie Larson. Filmen är regisserad av Lenny Abrahamson och släpptes i biografer den 16 oktober 2015.

## Filmografi
- 2013 – Smurfarna 2
- 2013 – Motive (TV-serie)
- 2015 – Room
- 2016 – The Last Man on Earth (TV-serie)
- 2017 – American Dad! (TV-serie) (röst)
- 2017 – Wonder
- 2019 – Good Boys
- 2019 – Doctor Sleep
- 2019–2023 – Harley Quinn (TV-serie) (röst)
- 2021 – Luca (röst)
- 2023 – Den lilla sjöjungfrun (röst)
- 2023 – Invincible (TV-serie) (röst)
- 2024 – Orion och Mörkret (röst)
- 2024 – The Life of Chuck
- 2025 – Sovereign